# Magyar borkönyv
A Magyar Borkönyv szabályozta 2004. május 1-ig, Magyarország Európai Unióhoz történő csatlakozásáig a borok előállítására, forgalomba hozatalára, forgalmazására, felhasználására és vizsgálatára vonatkozó kötelező előírásokat.
Az 1997. évi CXXI. bortörvény 82. §-ának értelmében alakult meg a Magyar Borkönyv Bizottság (MBB) 1998-ban. Fő feladata a borászatot érintő szabályozó rendszer kidolgozása és egységes szerkezetbe foglalása volt, elsősorban az európai uniós joganyag átvételével, és az O.I.V. ajánlásokkal. A 2004 tavaszán elfogadott új bortörvény már nem tesz említést a Magyar Borkönyvről.
A Bizottság alapvető célkitűzésének tekintette a magyar sajátosságok megjelenítését, a magyar karakterek harmonizálását az európai szabályozással.

## Szerkesztőbizottság
A miniszter által megbízott tagokból álló Magyar Borkönyv Bizottságon belül gyakorlatilag négy szakbizottság működött:
1. az analitikai Szalka Péter (egyben az MBB alelnöke is),
2. a technológiai dr. Janky Ferenc,
3. a csomagolási és kiszerelési Kuzniarski Viktorné és
4. a Magyar Eredetvédelmi Tanács által felállított Bor Eredetvédelmi Bizottság Dr. Botos Péter Ernő vezetésével,

az érdekelt szakmabeli kollégák bevonásával, együttműködésével működött. 
Az évek során hatékony, segítő közreműködést tanúsítottak a Földművelésügyi és Vidékfejlesztési Minisztérium illetékes munkatársai, akik a munkában történő konkrét közreműködésen túl napi információkkal is segítették az alkotó, szerkesztő munkát. A fejezetek szakmai hitelességét az illetékes bizottsági tagok és vezetőjük magas és szakmai ismerete és ágazati gyakorlata garantálta. Ez a szakmai összeállítás a 2003. év nyaráig megjelent hazai és Európai Uniós rendeletek figyelembevételével készült.
Az természetes, hogy egy ilyen léptékű anyag sosem lehetett egyszer és mindenkorra kész. Mind az európai mind a hazai szabályozás változott és változik. Az MBB tagjai kinevezésük lejártát követően is az egyes szakbizottságok illetékeseivel együtt folyamatosan részt vetek a Magyar Borkönyv adott fejezeteinek igény szerinti aktualizálásában.